# Bandy ai VII Giochi asiatici invernali

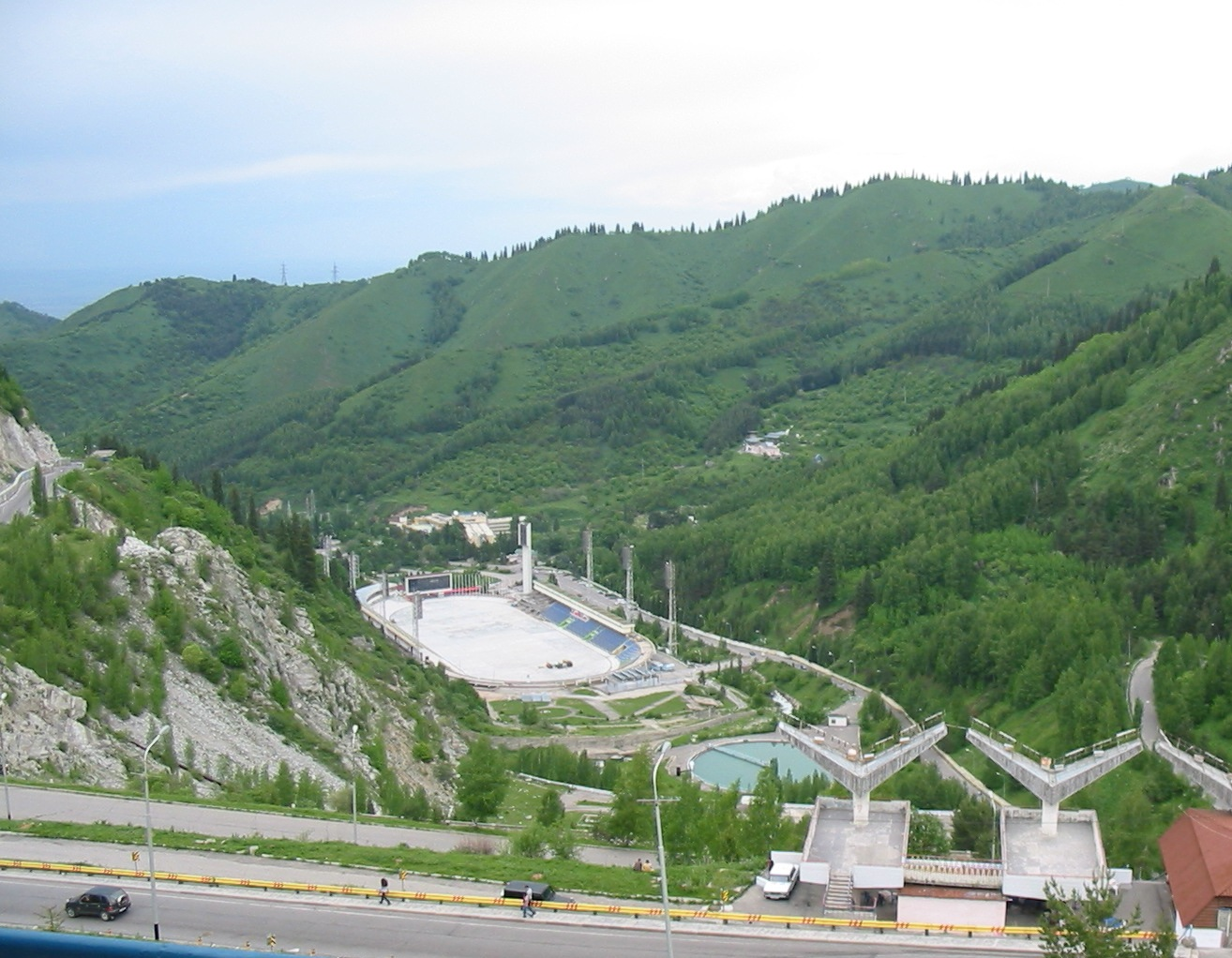
Medeo

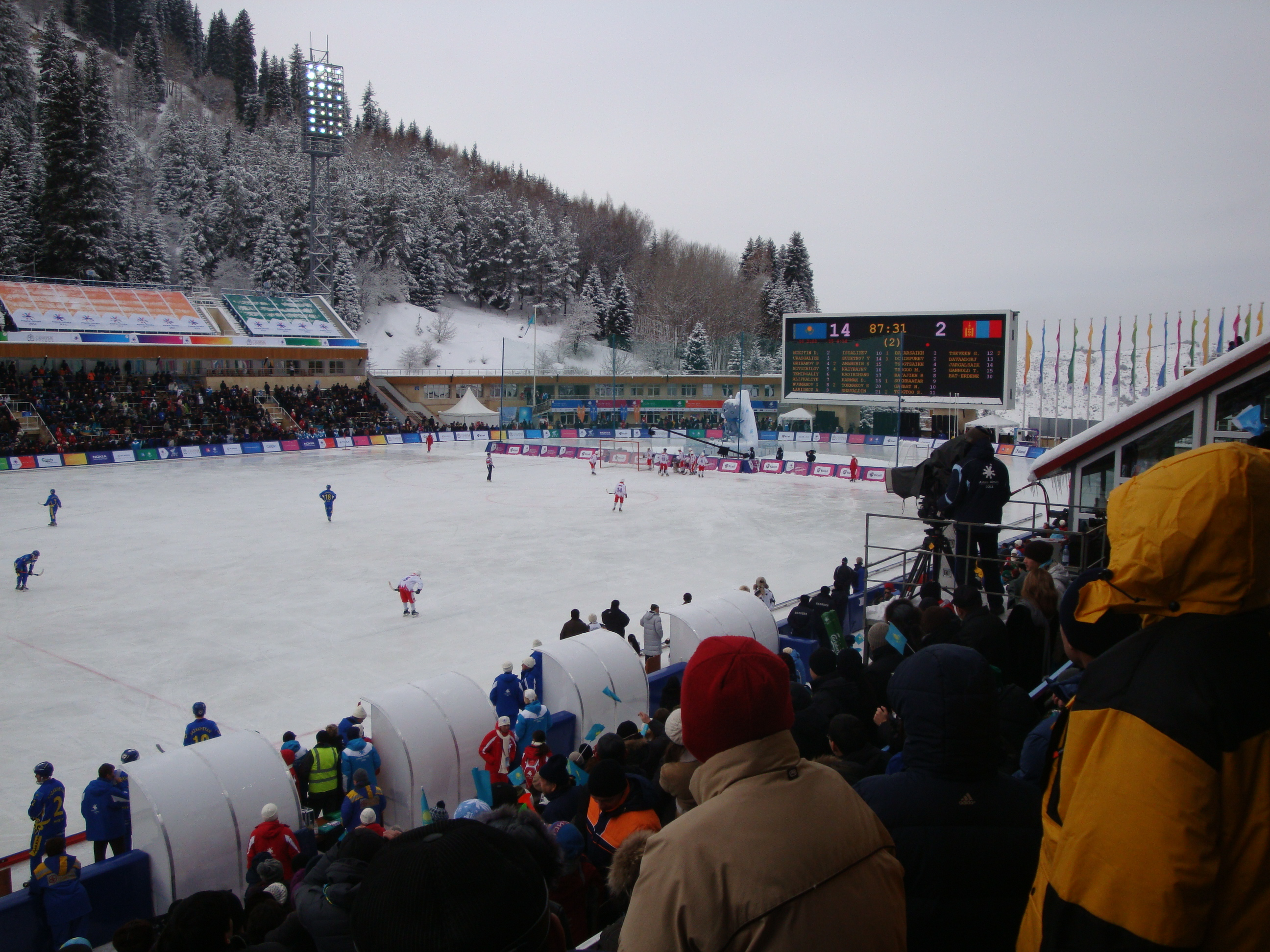
La finale

Il torneo di bandy dei VII Giochi asiatici invernali si è svolto al Medeo di Almaty, in Kazakistan.

## Nazioni
Al torneo hanno partecipato tre nazioni.
- Kazakistan
- Kirghizistan
- Mongolia

## Podio
| Evento | Oro        | Argento  | Bronzo       |
| Bandy  | Kazakistan | Mongolia | Kirghizistan |

## Risultati

### Gruppo A
| Squadra      | G | V | N | P | GF | GS | DG  | Pt. |
| ------------ | - | - | - | - | -- | -- | --- | --- |
| Kazakistan   | 2 | 2 | 0 | 0 | 38 | 0  | +38 | 6   |
| Mongolia     | 2 | 1 | 0 | 1 | 17 | 19 | −2  | 3   |
| Kirghizistan | 2 | 0 | 0 | 2 | 2  | 38 | −36 | 0   |

| Almaty 2 febbraio 2011, ore 11:00 | Kirghizistan     | 2 – 17 (0-13) referto | Mongolia | Medeo\| Arbitro: \| Sergey Gorbachev \| |
| Arbitro:                          | Sergey Gorbachev |                       |          |                                         |

| Almaty 3 febbraio 2011, ore 11:00 | Kazakistan  | 21 – 0 (9-0, 10-0, 2-0) referto | Kirghizistan | Medeo\| Arbitro: \| V. Kurbanov \| |
| Arbitro:                          | V. Kurbanov |                                 |              |                                    |

| Almaty 4 febbraio 2011, ore 11:00 | Mongolia    | 0 – 17 (0-9) referto | Kazakistan | Medeo\| Arbitro: \| V. Kurbanov \| |
| Arbitro:                          | V. Kurbanov |                      |            |                                    |

### Finale
| Almaty 6 febbraio 2011, ore 11:00 | Kazakistan       | 16 – 2 (7-0) referto | Mongolia | Medeo\| Arbitro: \| Sergey Gorbachev \| |
| Arbitro:                          | Sergey Gorbachev |                      |          |                                         |